# Camille Lammertijn
Camille Lammertijn (Meulebeke, 19 september 1859 - Moorslede, 9 april 1940) was een Belgisch senator en burgemeester.

## Levensloop
Lammertijn was beroepshalve zelfstandig landbouwer. Hij trouwde in 1892 met Flavie Vandeputte.
In 1898 werd hij verkozen tot provincieraadslid voor het kanton Passendale in West-Vlaanderen en bleef dit tot in 1927. In 1927 werd hij verkozen tot gemeenteraadslid van Moorslede en bleef dit tot aan zijn dood. Van 1933 tot 1938 was hij er burgemeester.
In 1929 werd hij verkozen tot katholiek provinciaal senator voor West-Vlaanderen en vervulde dit mandaat tot in 1936. Zijn verkiezing gebeurde niet zonder problemen. De grondwet voorzag immers in artikel 56ter dat men al minstens twee jaar geen provincieraadslid meer mocht zijn om als provinciaal senator verkozen te worden. Voor Lammertijn was het nog geen volle twee jaar dat hij de provincieraad had verlaten. De verkiezingscommissie van de senaat keurde eerst zijn verkiezing goed, keurde ze nadien af na tussenkomst van het Ministerie van binnenlandse zaken, maar de plenaire vergadering valideerde niettemin zijn verkiezing.